# Argyrosticta eubotes
Argyrosticta eubotes là một loài bướm đêm trong họ Noctuidae.